# Elderson Echiéjilé
Elderson Uwa Echiéjilé (Ciudad de Benín, Nigeria, 20 de enero de 1988) es un exfutbolista nigeriano que juega como defensa. su último equipo antes del retiro es HJK Helsinki de Finlandia.

## Selección nacional
Ha sido internacional con la selección nigeriana en cincuenta y nueve ocasiones y fue parte del equipo que disputó la Copa Mundial de Fútbol de 2010 en Sudáfrica.
El 6 de mayo de 2014 fue incluido por el entrenador de la selección nigeriana Stephen Keshi en la lista provisional de treinta jugadores que iniciaron los entrenamientos con miras a la Copa Mundial de Fútbol de 2014. El 2 de junio se confirmó su inclusión en la nómina definitiva de veintitrés jugadores, pero fue descartado finalmente debido a una lesión en un encuentro amistoso frente a Grecia.

### Participaciones en Copas del Mundo
| Mundial                        | Sede      | Resultado    |
| ------------------------------ | --------- | ------------ |
| Copa Mundial de Fútbol de 2010 | Sudáfrica | Primera fase |
| Copa Mundial de Fútbol de 2018 | Rusia     | Primera fase |

## Clubes
| Club                    | País      | Año       |
| ----------------------- | --------- | --------- |
| Bendel Insurance F. C.  | Nigeria   | 2004-2007 |
| Stade Rennais F. C.     | Francia   | 2007-2010 |
| Sporting Clube de Braga | Portugal  | 2010-2014 |
| A. S. Monaco F. C.      | Mónaco    | 2014-2016 |
| Standard Lieja          | Bélgica   | 2016-2017 |
| Real Sporting de Gijón  | España    | 2017      |
| Sivasspor               | Turquía   | 2017-2018 |
| Cercle Brugge           | Bélgica   | 2018      |
| HJK Helsinki            | Finlandia | 2019      |